# Warrego Valles

Warrego Valles é um antigo vale fluvial no quadrângulo de Thaumasia em Marte, localizado a 42.2° latitude sul e 93° longitude oeste.  Sua extensão é de 188 km 
e seu nome veio de um rio australiano. 
Imagens dos os orbitadores Mariner 9 e Viking revelaram uma rede de canais ramificados em Thaumasia chamados Warrego Valles. Essas redes são evidências de que Marte fora outrora mais quente, húmido e talvez tivesse tido precipitação na forma de chuva ou neve. À primeira vista essas redes lembram os vales fluviais na Terra. Mas imagens mais nítidas de câmeras mais avançadas revelam que os vales não são contínuos. Eles são muito antigos e passaram por processos erosivos.  A imagem ao lado mostra um desses vales ramificados.